# Mezzotint

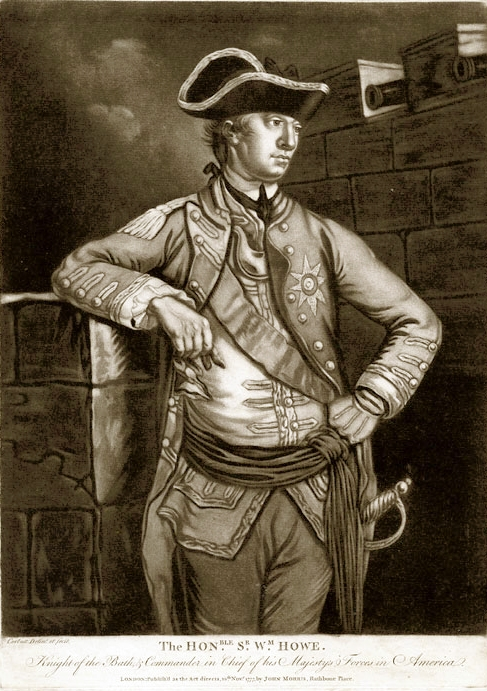
Porträtt av Sir William Howe, gravyr av Richard Purcell, d.v.s. Charles Corbutt (1736-1766)

Mezzotint (italienska: mezzo tinto - "mellanfärg, halvton") är en konstgrafisk djuptrycksmetod. Den utgör en särskild art inom kopparsticket. Detta var den första tekniken som möjliggjorde grafiska tryck med halvtoner utan att konstnären behövde ritsa prick- eller streckmönster, så kallad skraffering.

## Gravyrteknik

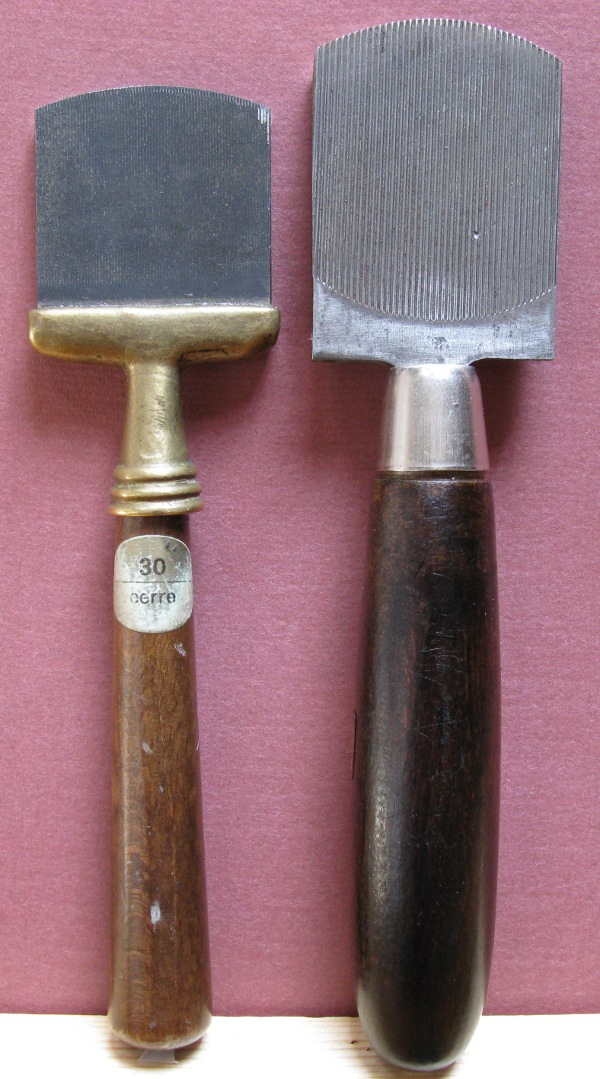
Två rocker som används för att rugga upp ytan på plåten

Mezzotinttekniken skiljer sig från andra grafiska tekniker bland annat genom att det här är de ljusa partierna som arbetas fram ur de mörka och inte tvärtom. Den blankslipade kopparplåten bearbetas först i alla riktningar med ett verktyg, en rocker eller mezzotintvagga, vilket ungefärligen har formen av ett stämjärn med rundad, sågtandad egg och som under en vaggande rörelse föres fram över plåtytan. Genom detta blir plåten uppruggad eller kornig och skulle i detta skick ge ett solitt svart avtryck. På den preparerade plåten tecknas sedan den bild som skall återges. Med hjälp av skav- och polerstål poleras sedan de ytor som skall vara ljusare. Ju mer ytan bearbetas och kornigheten försvinner desto ljusare blir trycket. De glattaste ställena motsvarar vid trycket de ljusaste områdena och den uppruggade plåtytan själv de djupaste skuggorna. Arbetet kan korrigeras med rouletter - små taggförsedda hjul som återigen ruggar upp ytan.
En alternativ metod är att rugga upp den tomma plåten selektivt där de mörkare delarna av bilden ska vara. Då kan mezzotint kombineras med andra koppartrycktekniker såsom gravyr på de områden av plåten som inte har ruggats upp. Den första mezzotints av Ludwig von Siegen gjordes på detta sätt.
Mezzotintgravyren styrka ligger i de jämna mellantoner och dagrar man kan åstadkomma. Men den saknar å andra sidan i sin typiska form alla skarpa streck och konturlinjer. Intrycket blir mjukt, elegant men stundom också ulligt och obestämt.
Detta gravyrsätt lämpar sig bäst för återgivande av stämningar, ljuseffekter och porträtt, över huvud för modellering av nakna kroppspartier. Däremot är det mindre användbart för figurrika kompositioner eller för landskap med fina detaljer och andra framställningar där huvudvikt ligger på konturlinjer och detaljer.

## Historia

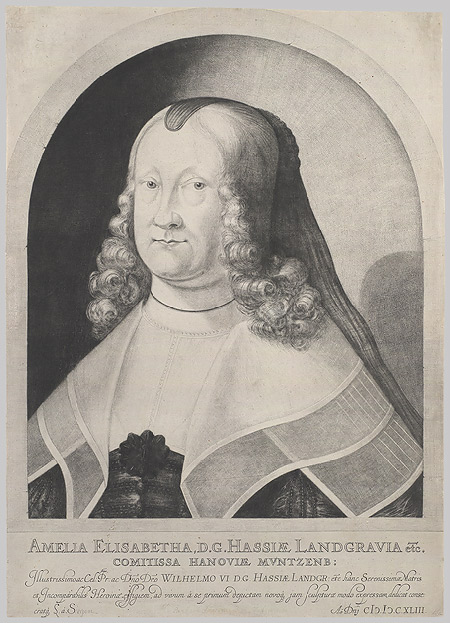
Den tidigaste kända mezzotintgravyren, av Ludwig von Siegen, 1642.

Uppfinningen av detta egenartade gravyrsätt tillskrivs den tyska överstelöjtnanten och amatörkonstnären Ludwig von Siegen (1609-1680), och det första med dess hjälp utförda bladet, ett porträtt av landgrevinnan Amalia Elisabet, bär årtalet 1642 (se bild till höger). von Siegen berättade hemligheten med sin konst för prins Rupert av Pfalz, av vilken Wallerant Vaillant (död 1677) i sin tur inhämtade den. Denne framstående gravör och målare är den förste egentlige konstnär som använde tekniken, och den fick efter och genom honom många talangfulla utövare i Nederländerna (Abraham Blooteling, som uppfann granuleringsstålet, Jan Verkolje med flera).
Samtidigt vann tekniken utbredning även i Tyskland, där flera medlemmar av familjen Haid under 1700-talet utförde en mängd mezzotintblad. Stor fulländning nådde konstarten i England, där den började utövas redan på 1600-talet och oftare under 1700-talet. Bland konstnärerna där kan nämnas Richard Houston. I Sverige kom den att utövas av Anton Ulrik Berndes och dennes son Johan Bernhard Berndes, Elias Martin samt senare av Axel Tallberg och Carl Larsson.